# Daitoku-ji

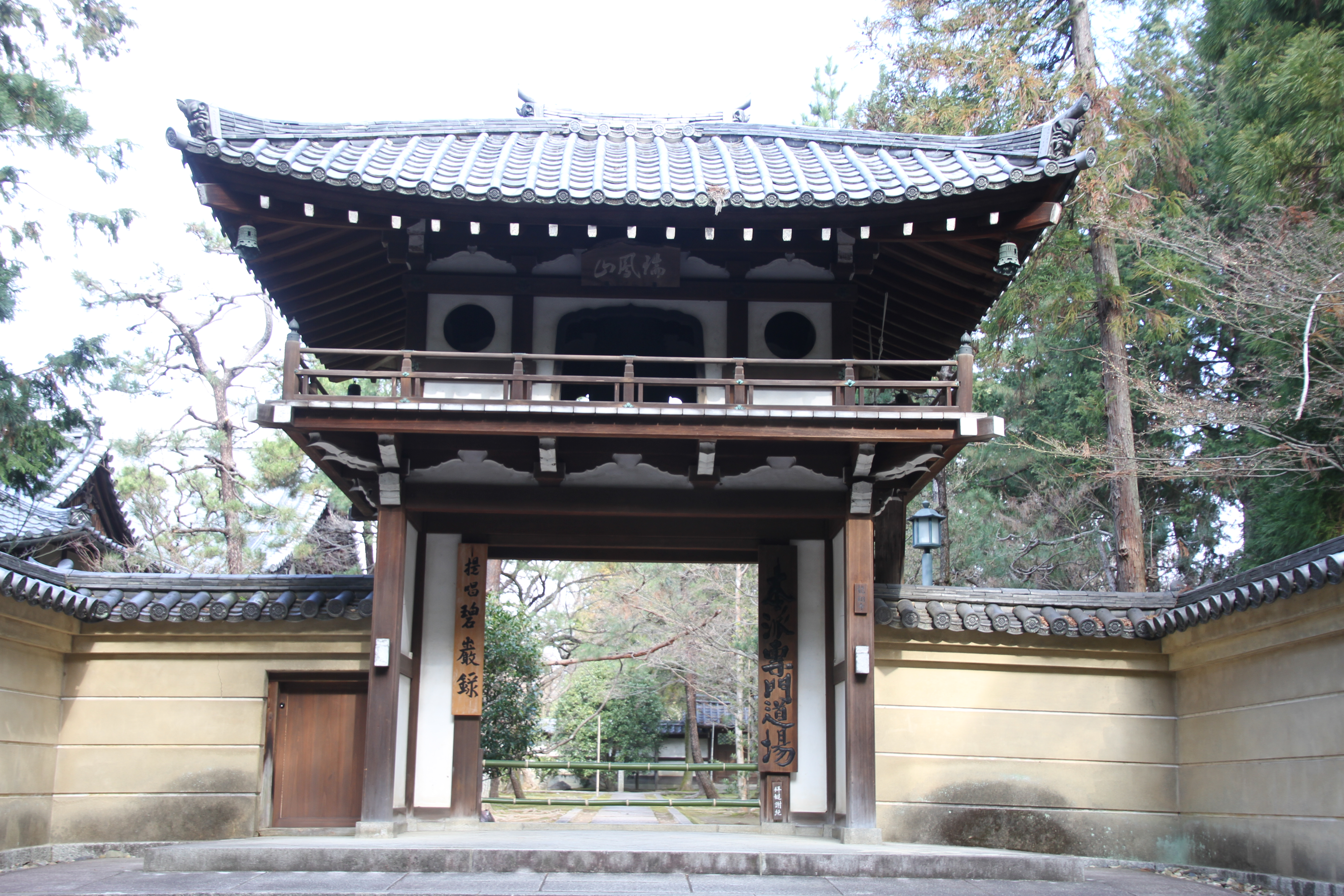
Un des accès au temple

Le Daitoku-ji (大徳寺, littéralement « temple de la grande vertu ») est un temple bouddhiste relevant de l'école zen rinzai, situé dans le nord de Kyoto au Japon. Il est constitué d'un complexe de plusieurs temples secondaires et porte également le nom de la montagne Ryuhozan (龍宝山, littéralement « la montagne du trésor du dragon »).

## Histoire

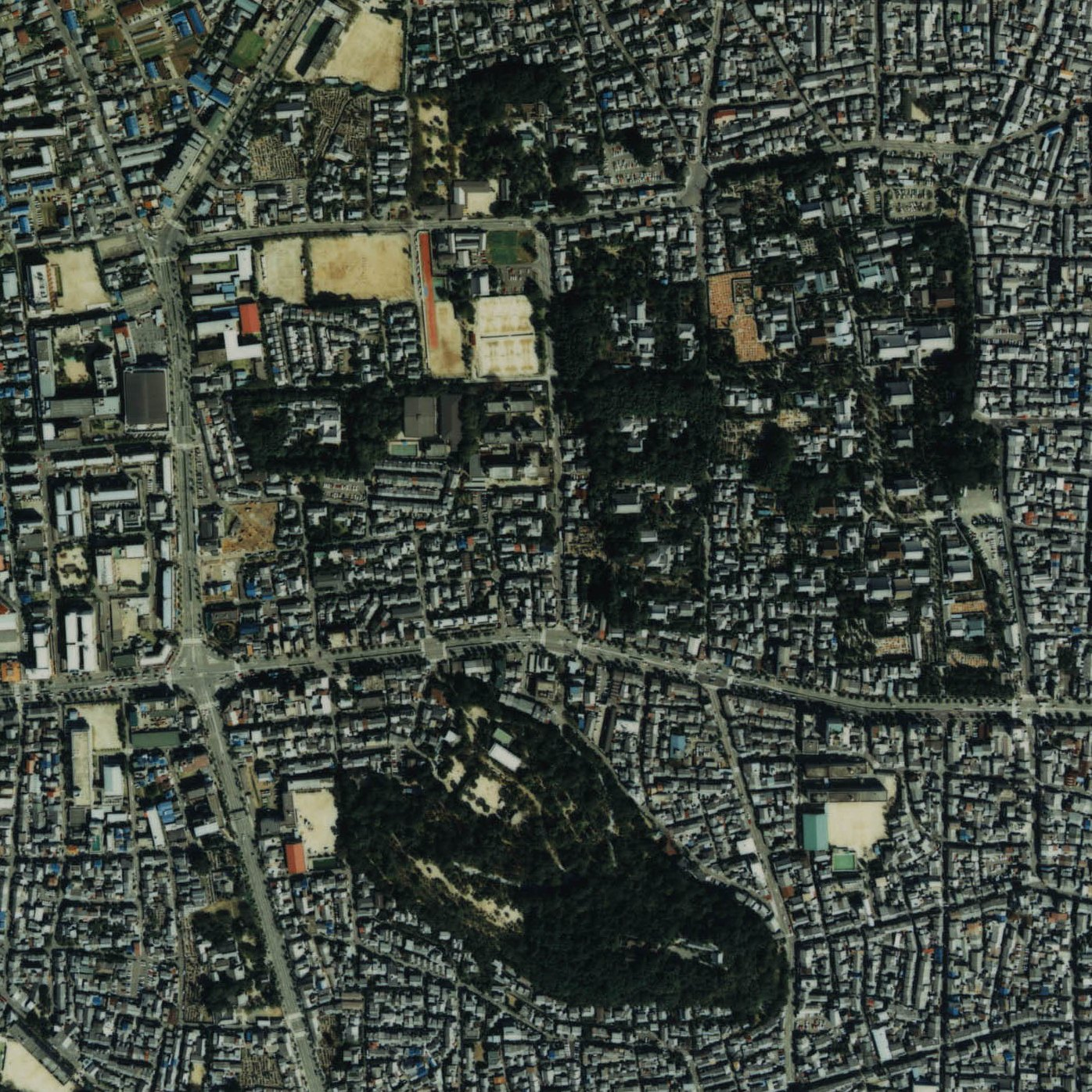
Vue aérienne du Daitoku-ji (quartier supérieur droit) et du sanctuaire Imamiya.

Il a été établi en 1319 par Shūhō Myōchō (宗峰妙超) aussi nommé Daitō Kokushi (大燈国師). Le Daitoku-ji était alors fréquenté par les empereurs Hanazono (1297-1348) et Go-Daigo (1288-1339).
Pendant la guerre d'Ōnin (1467-1477), certains des temples du complexe ont été brûlés mais rebâtis ensuite par de riches marchands de Sakai. Après la chute du shogunat Ashikaga (1573), beaucoup de daimyos donnèrent pour le Daitoku-ji.
Ikkyū Sōjun (1394-1481) et Sen no Rikyū sont deux personnages célèbres qui dit-on ont été influencés par le Daitoku-ji. Ikkyū Sōjun a restauré et redonné au temple sa gloire d'antan. Une rumeur rapporte que Sen no Rikyū construisit deux des trois portes du Daitoku-ji en 1589 et qu'il inséra une image de lui-même à l'étage supérieur de la seconde porte. Hideyoshi Toyotomi qui fréquentait également le Daitoku-ji réalisa que tous les visiteurs seraient observés de haut par la statue de Sen no Rikyû. Il ordonna le retrait de la statue et força dit-on Sen no Rikyū à se suicider par le seppuku. Toutefois, s'il est vrai que Sen no Rikyū se fit seppuku, la raison en est incertaine.
En 1608, à seulement 35 ans, Takuan Sōhō devient le père supérieur du temple. Selon la légende, il fut le maître du célèbre Miyamoto Musashi mais cela n'est pas établi d'un point de vue historique. Cette histoire est relatée dans le best-seller de Eiji Yoshikawa, Musashi.
Après la restauration de Meiji en 1868, beaucoup de temples secondaires sont détruits.
En 2009, pour la première fois depuis sa création, un chœur de moines sort du temple pour se produire aux Rencontres de musique médiévale du Thoronet en France, au cours duquel il psalmodie des chants shōmyō tout en étant accompagné par un flutiste shakuhachi et par le percussionniste Stomu Yamashta.

### Nouveau programme décoratif
En 2018, l’abbé de Shinjuan a demandé à des artistes contemporains populaires de redécorer des panneaux fusuma ; Kenichi Kitami, mangaka auteur de Tsuribaka Nisshi (en), Isamu Kamikokuryo (en), auteur de jeux vidéo, et Hiroyuki Yamaga (en), réalisateur de dessins animés, ont participé à ce projet, ainsi que Soshu Hamachi, Takayuki Ino et Kazuya Yamaguchi.

## Composition

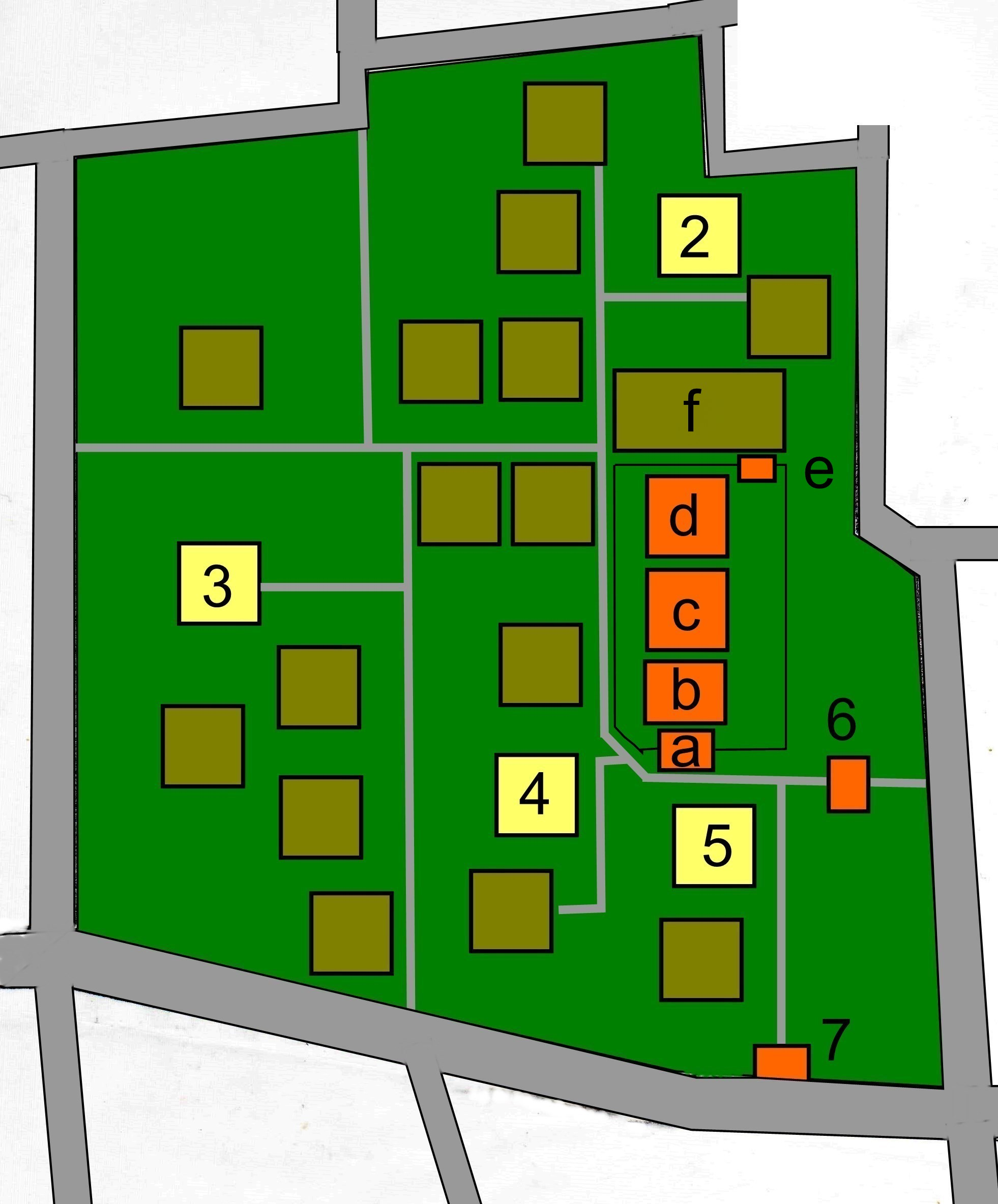
Plan schématique du Daitoku-ji. a. Chokushimon. b. Sammon. c. Butsuden. d. Hattō. e. Karamon. f. Hōjō. 2. Daisen-in. 3. Kōtō-in. 4. Zuihō-in. 5. Ryōgen-in.

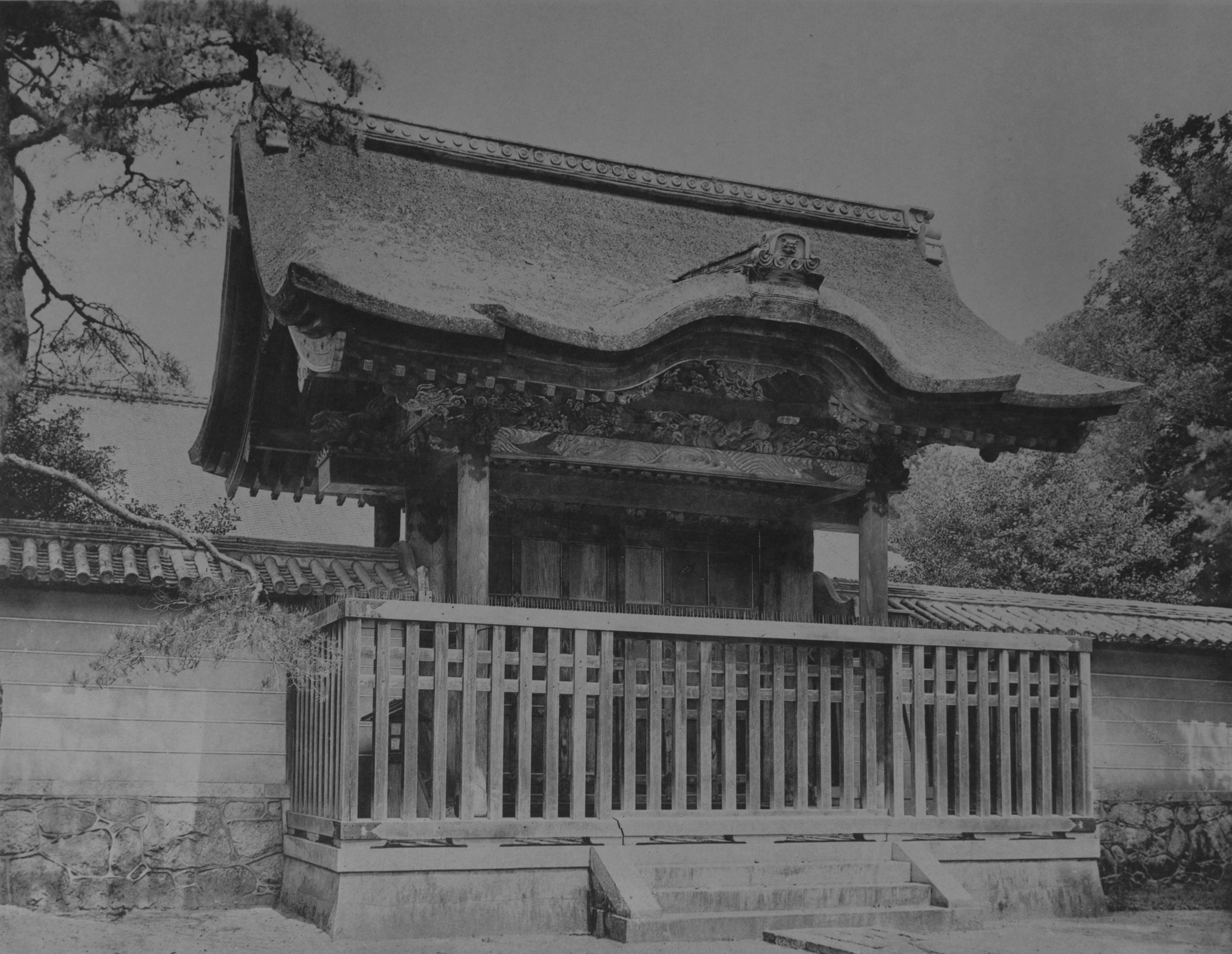
Porte Karamon.

- Hōjō : résidence de l’abbé, les panneaux coulissants ont été peints par Kanō Tannyū.
- Hattō : salle de conférences ; le plafond est orné d'une fresque de dragon, œuvre de Kanō Tannyū. Lorsqu'on frappe des mains dans la salle, un écho peut donner l'impression qu'on entend le dragon rugir[6].)
- Porte Karamon

### Temples secondaires
Du XVIe au XVIIIe siècle, il y avait environ 80 sous-temples dans le Daitoku-ji. Beaucoup ont été détruits au cours de la période anti-bouddhiste de l’ère Meiji. Il en reste vingt actuellement. Certains de ces temples secondaires sont très célèbres :
- Daisen-in (大仙院?) : le temple principal est trésor national du Japon et son jardin de pierre de la période Muromachi très réputé ;
- Jukō-in (聚光院?) dont les peintures murales sont dues à Kanō Eitoku ;
- Kohō-an (孤篷庵?) construit par Kobori Enshū. La salle de thé bosen (忘筌?) est très connue ;
- Kōtō-in (高桐院?), dédié au clan Hosokawa ;
- Ōbai-in (黄梅院?) construit par Takakage Kobayakawa ;
- Ryōgen-in (龍源院?), le plus ancien du complexe ;
- Ryōkō-in (龍光院?) construit par Nagamasa Kuroda. La salle de thé mittan (密庵?) est renommée ;
- Shinjuan (真珠庵?) dont la construction est attribuée à Ikkyu Sojun. Le jardin est dû à Tamamitsu Murata et les peintures murales à Dasoku Soga et Hasegawa Tōhaku ;
- Sōken-in (総見院?), temple funéraire d'Oda Nobunaga.